# Protéine de matrice
Les protéines de matrice sont des protéines structurales liant l'enveloppe virale au virus lui-même chez de nombreux virus enveloppés comme les paramyxovirus, les orthomyxovirus, les herpesvirus, les rétrovirus, les filovirus, et d'autres familles de virus. Elles jouent un rôle déterminant dans l'assemblage des virus en interagissant avec le complexe ribonucléoprotéique (RNP) et l'enveloppe qui entoure ce dernier.
Un exemple de protéine de matrice est la protéine M1 du virus de la grippe, un orthomyxovirus, qui présente d'un côté une affinité pour les glycoprotéines de la membrane plasmique des cellules hôtes, et de l'autre une affinité pour les complexes ribonucléoprotéiques des virus, complexes qui peuvent ainsi se lier du côté intérieur des membranes cellulaires et se revêtir de ces dernières pour bourgeonner hors des cellules, formant de nouveaux virions. De même, la protéine de matrice du virus de la rage assure l'assemblage du virus et permet son bourgeonnement hors de la cellule avec une forme en balle de fusil en interagissant avec la glycoprotéine G transmembranaire.